# 紧穗柳叶箬
紧穗柳叶箬（学名：Isachne globosa var. compacta）为禾本科柳叶箬属下的一个变种。

## 扩展阅读
- 維基物種上的相關：紧穗柳叶箬